# Série mondiale 1995
La Série mondiale 1995 était la 91e série finale des Ligues majeures de baseball. Elle a débuté le 21 octobre 1995 et opposait les champions de la Ligue nationale, les Braves d'Atlanta, aux champions de la Ligue américaine, les Indians de Cleveland.
Cette série 4 de 7 s'est terminée le 28 octobre 1995 par une victoire des Braves d'Atlanta, quatre parties à deux sur les Indians de Cleveland.
Il s'agissait d'un retour pour la classique automnale après l'annulation de la Série mondiale 1994 causée par la grève des joueurs du baseball majeur.

## Les Séries de divisions
1995 marque la première saison où une première ronde éliminatoire, baptisée Série de division, a eu lieu avant les Séries de championnat (si l'on fait exception des Séries de division tenues exceptionnellement en 1981 à la suite d'une saison écourtée par une grève des joueurs). 
Le baseball majeur avait en effet procédé à un remaniement de ses divisions, redistribuant les équipes dans trois sections (Est, Centrale et Ouest) dans chacune de ses deux ligues (Américaine et Nationale) avant la saison 1994, qui se termina le 11 août en raison d'une grève des joueurs, qui éventuellement amena le baseball majeur à annuler la Série mondiale.
Par conséquent, pour la première fois en 1995, le baseball rompait avec une tradition de plus d'un siècle et envoyait huit équipes en séries éliminatoires plutôt que quatre.

## Équipes en présence
Les Braves d'Atlanta, passés de la division Ouest à la division Est en 1994, remportent un quatrième championnat de division consécutif, si l'on exclut la saison 1994 qui fut annulée le 11 août en raison d'une grève des joueurs. Avec un dossier de 90-54, ils terminent au premier rang dans l'Est, 21 parties devant les Mets et les Phillies.
En Série de division, les Braves ont le meilleur trois parties contre une devant les Rockies du Colorado (77-67), qualifiés pour la première fois à titre de meilleur deuxième; et les Reds de Cincinnati (85-59, 1er dans la division Centrale) balaient en trois matchs les Dodgers de Los Angeles (78-66, 1er dans l'Ouest).
En Série de championnat de la Ligue Nationale, les Braves éliminent les Reds dans le minimum de quatre parties, et passent en Série mondiale pour la troisième fois depuis 1991. Il s'agit pour la franchise d'une 15e participation aux Séries mondiales, mais d'une troisième depuis le transfert vers Atlanta en 1966. La franchise avait remporté deux titres, en 1914 à Boston (Braves de Boston) et en 1957 à Milwaukee (Braves de Milwaukee).
Dans la Ligue américaine, les Indians donnent aux partisans de Cleveland un premier championnat de division depuis 1954. L'équipe termine première dans la section Centrale avec une fiche de 100-44 et à leur première présence en éliminatoires en 41 ans, ils balayèrent les Red Sox de Boston (86-58, 1er dans l'Est) trois parties à zéro en Série de division.
Les Mariners de Seattle (79-66) terminèrent à égalité avec les Angels de la Californie au sommet de la division Ouest, mais enlevèrent le championnat en remportant le match supplémentaire disputé entre les deux clubs pour les départager. En Série de division, ils défirent les Yankees de New York, qualifiés comme meilleurs deuxièmes, trois parties à deux.
En Série de championnat, les Indians éliminèrent les Mariners de Seattle quatre parties à deux, pour accéder à la quatrième Série mondiale de leur histoire. Cleveland, franchise existante depuis 1901, avait remporté les Séries mondiales de 1920 et 1948, mais perdu celle de 1954. 
La Série mondiale 1995 entre les Indians et les Braves a été qualifiée par certains de « Série politiquement incorrecte » puisque les noms et les logos des deux équipes font référence aux peuples des Premières nations.

## Déroulement de la Série

### Calendrier des rencontres
| Match | Date       | Visiteur             | Hôte                 | Score              |
| ----- | ---------- | -------------------- | -------------------- | ------------------ |
| 1     | 21 octobre | Indians de Cleveland | Braves d'Atlanta     | 2 - 3              |
| 2     | 22 octobre | Indians de Cleveland | Braves d'Atlanta     | 3 - 4              |
| 3     | 24 octobre | Braves d'Atlanta     | Indians de Cleveland | 6 - 7 (11 manches) |
| 4     | 25 octobre | Braves d'Atlanta     | Indians de Cleveland | 5 - 2              |
| 5     | 26 octobre | Braves d'Atlanta     | Indians de Cleveland | 4 - 5              |
| 6     | 28 octobre | Indians de Cleveland | Braves d'Atlanta     | 0 - 1              |

### Match 1
Samedi 21 octobre 1995 au Atlanta-Fulton County Stadium, Atlanta, Géorgie.
| Indians de Cleveland | 1 | 0 | 0 | 0 | 0 | 0 | 0 | 0 | 1 | 2 | 2 | 0 |
| Braves d'Atlanta | 0 | 1 | 0 | 0 | 0 | 0 | 2 | 0 | X | 3 | 3 | 2 |
| Lanceurs partants : CLE : Orel Hershiser ATL : Greg Maddux Vic. : Greg Maddux (1-0) Déf. : Orel Hershiser (0-1) HRs: ATL : Fred McGriff (1) |   |   |   |   |   |   |   |   |   |   |   |   |

À sa première apparition en carrière en Série mondiale, l'as lanceur des Braves Greg Maddux, à qui la Ligue Nationale décerna quelques semaines plus tard un quatrième trophée Cy Young consécutif, lança un match complet, n'accordant que deux coups sûrs aux Indians et deux points non mérités.
Cleveland s'inscrivit à la marque en premier, dès la manche initiale. Kenny Lofton atteint le premier but sur une erreur du joueur d'arrêt-court Rafael Belliard. Il vola le deuxième puis le troisième but, et marqua lorsque Carlos Baerga fut retiré à sur un roulant au champ intérieur.
Les Braves égalèrent la marque en fin de deuxième alors que Fred McGriff repoussa le premier tir d'Orel Hershiser par-dessus la clôture du champ centre-droit. Les offensives des deux clubs se firent par la suite discrètes, jusqu'en 7e manche, alors que Horshiser accorda des buts-sur-balles aux deux premiers frappeurs de la manche, McGriff et Dave Justice. Appelé en relève, Paul Assenmacher accorda lui aussi un but-sur-balles à Mike Devereaux et le gérant des Indians, Mike Hargrove, remplaça immédiatement son lanceur de relève par Julian Tavarez. Avec les buts remplis, il força Luis Polonia à se commettre dans un optionnel, mais McGriff vint marquer du troisième but. Un amorti bien déposé par Belliard poussa Justice au marbre à son tour.
Cleveland ajouta un second point non mérité face à Maddux en neuvième manche. Kenny Lofton atteint le premier sur un simple, puis lorsque Omar Vizquel fut retiré sur un roulant au deuxième but, il tenta d'étirer sa course jusqu'au troisième. Le rapide Lofton vint marquer sur l'erreur du joueur de premier but Fred McGriff, qui relaya hors cible au troisième coussin. Maddux mit fin au match et en forçant Carlos Baerga à soulever un faible ballon vers le joueur de troisième but, et les Braves l'emportèrent 3-2.

### Match 2
Dimanche 22 octobre 1995 au Atlanta-Fulton County Stadium, Atlanta, Géorgie.
| Indians de Cleveland | 0 | 2 | 0 | 0 | 0 | 0 | 1 | 0 | 0 | 3 | 6 | 2 |
| Braves d'Atlanta | 0 | 0 | 2 | 0 | 0 | 2 | 0 | 0 | X | 4 | 8 | 2 |
| Lanceurs partants : CLE : Dennis Martinez ATL : Tom Glavine Vic. : Tom Glavine (1-0) Déf. : Dennis Martinez (0-1) Sauv. : Mark Wohlers (1) HRs : CLE : Eddie Murray (1) ATL : Javier Lopez (1) |   |   |   |   |   |   |   |   |   |   |   |   |

Javier Lopez procura une avance de 2-0 aux Braves dans la série avec un coup de circuit de deux points qui brisa l'égalité en sixième manche du deuxième match et plaça son équipe en avance 4-2. Atlanta l'emporta finalement 4-3, Cleveland marquant un point non mérité (un troisième sur 5 points comptés depuis le début de la finale) en septième. Le vétéran Eddie Murray frappa un circuit en solo dans la défaite des Indians. Tom Glavine fut le lanceur gagnant de cette rencontre, Dennis Martinez le perdant, et Mark Wohlers fut crédité d'un sauvetage.

### Match 3
Mardi 24 octobre 1995 au Jacobs Field, Cleveland, Ohio.
| Braves d'Atlanta | 1 | 0 | 0 | 0 | 0 | 1 | 1 | 3 | 0 | 0 | 0 | 6 | 12 | 1 |
| Indians de Cleveland | 2 | 0 | 2 | 0 | 0 | 0 | 1 | 1 | 0 | 0 | 1 | 7 | 12 | 2 |
| Lanceurs partants : ATL : John Smoltz CLE : Charles Nagy Vic. : Jose Mesa (1-0) Déf. : Alejandro Pena (0-1) HRs : ATL : Fred McGriff (2), Ryan Klesko (1) |   |   |   |   |   |   |   |   |   |   |   |   |    |   |

En difficulté depuis le début de la série, l'attaque des Indians retrouva sa vigueur contre John Smoltz, le partant des Braves pour le match #3. Cleveland inscrivit deux points en première manche et deux autres en troisième pour prendre rapidement les devants 4-1. Atlanta réduisit la marque grâce à des circuits en solo de Fred McGriff en 6e et Ryan Klesko en 7e, mais Carlos Baerga poussa Kenny Lofton à la plaque en fin de 7e et Cleveland menait 5-3.
En début de 8e, Marquis Grissom frappa un double et vint marquer sur le simple de Luis Polonia, qui chassa le lanceur partant des Indians, Charles Nagy, du match. En relève, Paul Assenmacher alloua un but-sur-balles à Chipper Jones puis, après un retrait, la défensive des Indians connut des ratés, le joueur de deuxième but Carlos Baerga gaffant sur un roulant de David Justice. L'erreur permit à Polonia de croiser le marbre et égaler le pointage à 5-5. Contre Julian Tavarez, Atlanta prit les devants grâce au simple de Mike Devereaux.
Sandy Alomar força la prolongation avec un double productif en 8e contre le stoppeur Mark Wohlers, et les Indians mirent fin au match en 11e manche lorsque Carlos Baerga, auteur d'un double contre le releveur Alejandro Pena, vint marquer sur le simple qu'Eddie Murray cogna aux dépens d'Alvaro Espinoza. Avec un gain de 7-6 à domicile, Cleveland réduisait à 2-1 l'avance des Braves dans la Série mondiale.

### Match 4
Mercredi 25 octobre 1995 au Jacobs Field, Cleveland, Ohio.
| Braves d'Atlanta | 0 | 0 | 0 | 0 | 0 | 1 | 3 | 0 | 1 | 5 | 11 | 1 |
| Indians de Cleveland | 0 | 0 | 0 | 0 | 0 | 1 | 0 | 0 | 1 | 2 | 6  | 0 |
| Lanceurs partants : ATL : Steve Avery CLE : Ken Hill Vic. : Steve Avery (1-0) Déf. : Ken Hill (0-1) Sauv. : Pedro Borbon (1) HRs : ATL : Ryan Klesko (2) CLE : Albert Belle (1), Manny Ramirez (1) |   |   |   |   |   |   |   |   |   |   |    |   |

Le gérant des Braves d'Atlanta, Bobby Cox, étonna en envoyant au monticule son gaucher Steve Avery pour le quatrième match, plutôt que de faire appel à son lanceur numéro un Greg Maddux, impeccable lors du match inaugural.
Les Braves prirent les devants en début du 6e sur un circuit de Ryan Klesko, mais les Indians nivelèrent la marque à la demi-manche sur une longue balle d'Albert Belle. Ce fut l'une des rares défaillances d'Avery dans la rencontre. Le lanceur quitta le match après six manches, n'ayant accordé qu'un point sur trois coups sûrs. En 7e, un double de Luis Polonia contre le partant Ken Hill poussa Marquis Grissom au marbre, puis Dave Justice cogna un simple bon pour deux points contre Paul Assenmacher, qui vit un point non mérité être ajouté à son dossier, en raison d'une balle passée commise plus tôt par son receveur Sandy Alomar.
Atlanta augmenta son avance à 5-1 en début de 9e sur un double de Javy Lopez. En fin de 9e, le stoppeur des Braves, Mark Wohlers accorda un circuit en solo à Manny Ramirez puis un double au frappeur suivant. Dépêché en relève, Pedro Borbon retira les trois frappeurs des Indians pour protéger la victoire de 5-2 d'Atlanta.

### Match 5
Jeudi 26 octobre 1995 au Jacobs Field, Cleveland, Ohio.
| Braves d'Atlanta | 0 | 0 | 0 | 1 | 1 | 0 | 0 | 0 | 2 | 4 | 7 | 0 |
| Indians de Cleveland | 2 | 0 | 0 | 0 | 0 | 2 | 0 | 1 | X | 5 | 8 | 1 |
| Lanceurs partants : ATL : Greg Maddux CLE : Orel Hershiser Vic. : Orel Hershiser (1-1) Déf. : Greg Maddux (1-1) Sauv. : Jose Mesa (1) HRs : ATL : Luis Polonia (1), Ryan Klesko (3) CLE : Albert Belle (2), Jim Thome (1) |   |   |   |   |   |   |   |   |   |   |   |   |

Avec une victoire à remporter pour devenir champions du monde, les Braves envoyèrent Greg Maddux au monticule. Mais il fut accueilli dès la première manche par une claque de deux points d'Albert Belle. Atlanta créa l'égalité avec le circuit de Polonia en 4e et le simple de Grissom en 5e, mais Cleveland reprit son avance en fin de 6e sur des coups sûrs consécutifs de Jim Thome et Manny Ramirez. Ce même Thome frappa la longue balle en 8e pour augmenter à 5-3 l'avance des Indians. Après deux retraits en 9e manche, Ryan Klesko cogna son 3e circuit de la série aux dépens de Jose Mesa, mais le releveur des Indians retira Mark Lemke sur les prises pour préserver la victoire, qui s'inscrivit au dossier du partant Orel Hershiser.
Vainqueurs 5-4, les Indians de Cleveland évitaient l'élimination et renvoyaient la série, menée 3-2 par les Braves, dans la ville d'Atlanta.

### Match 6
Samedi 28 octobre 1995 au Atlanta-Fulton County Stadium, Atlanta, Géorgie.
| Indians de Cleveland | 0 | 0 | 0 | 0 | 0 | 0 | 0 | 0 | 0 | 0 | 1 | 1 |
| Braves d'Atlanta | 0 | 0 | 0 | 0 | 0 | 1 | 0 | 0 | X | 1 | 6 | 0 |
| Lanceurs partants : CLE : Dennis Martinez ATL : Tom Glavine Vic. : Tom Glavine (2-0) Déf. : Jim Poole (0-1) Sauv. : Mark Wohlers (2) HRs: ATL : David Justice (1) |   |   |   |   |   |   |   |   |   |   |   |   |

Le match est précédé par une controverse impliquant David Justice. Le voltigeur de droite des Braves avait en effet, dans un quotidien local, critiqué les fans d'Atlanta, les jugeant moins enthousiastes que ceux de Cleveland. Justice est hué par la foule à chacune de ses présences au bâton, jusqu'à la 6e manche où il joue les héros en frappant un coup de circuit contre le lanceur des Indians, Jim Poole, produisant et marquant du même coup le seul point de la partie. 
Au monticule pour Cleveland, le partant Dennis Martinez n'accorde pas de points aux Braves mais donne cinq but-sur-balles et est remplacé par Poole après 4 manches et deux tiers lancées. Son opposant, Tom Glavine, se montre intraitable. Il lance un match sans point ni coup sûr jusqu'en 6e, alors qu'il accorde un simple à Tony Pena. Après huit manches, Mark Wohlers vient lancer pour Atlanta et retire Cleveland dans l'ordre, protégeant la mince avance de 1-0 et récoltant le sauvetage.
À leur quatrième présence consécutive en éliminatoires, et à leur troisième participation aux Séries mondiales en cinq ans, les Braves remportent les grands honneurs. Il s'agit de la troisième conquête de la Série mondiale pour la franchise, et de la première depuis que l'équipe évolue à Atlanta.

## Joueur par excellence
Le lanceur des Braves d'Atlanta, Tom Glavine, est nommé joueur par excellence de la Série mondiale 1995. Partant envoyé au monticule par Bobby Cox lors des matchs #2 et #6 de la série, le gaucher est crédité de la victoire à ces deux occasions. En 14 manches lancées, il limite les frappeurs des Indians de Cleveland à seulement 4 coups sûrs et 2 points mérités. Il retire 11 frappeurs sur des prises et affiche une moyenne de points mérités de 1,29.